# Francisco Leona Romero
Francisco Leóna Romero (1835—1910) va ser un psicòpata criminal espanyol, qui exercint de remeier i barber va assassinar al nen de set anys Bernardo González Parra per usar la seva sang i vísceres com a remei curatiu. És recordat com el Sacamantecas o l'home del sac.
Francisco Leóna tenia antecedents penals, i a canvi de 3.000 rals va revelar la cura de tuberculosi al pagès acomodat Francisco Ortega el Moruno: beure sang i untar-se els llards d'un nen. El 28 de juny de 1910, Leóna amb Julio Hernández el Tonto van segrestar Bernardo González Parra. Li tallaren l'aixella, li van extreure la sang, Leóna el va assassinar aixafant el seu cap amb una roca, i després li va extreure el greix i l'oment.
Quan la Guàrdia Civil es va assabentar del cas, tot el poble va delatar Leóna. Leóna va inculpar Julio Hernández, i finalment va confessar el crim. Francisco Leóna va ser condemnat el 1910 a morir per garrot vil, però va morir emmetzinat a la presó.
El crim de Gádor va donar lloc als termes hombre del saco i Sacamantecas perquè els segrestadors, Francisco Leona i Julio el Tonto Hernández, usaren un sac per endur-se el noi.